# Cyclosa conica
Espèce
Synonymes
- Aranea conica Pallas, 1772
- Aranea triquetra Sulzer, 1776
- Epeira canadensis Blackwall, 1846
- Cyclosa conica albifoliata Strand, 1907
- Cyclosa conica defoliata Strand, 1907
- Cyclosa conica leucomelas Strand, 1907
- Cyclosa conica pyrenaica Strand, 1907
- Cyclosa conica dimidiata Simon, 1929
- Cyclosa conica rubricauda Simon, 1929
- Cyclosa conica triangulifera Simon, 1929

Cyclosa conica est une espèce d'araignées aranéomorphes de la famille des Araneidae.

## Distribution

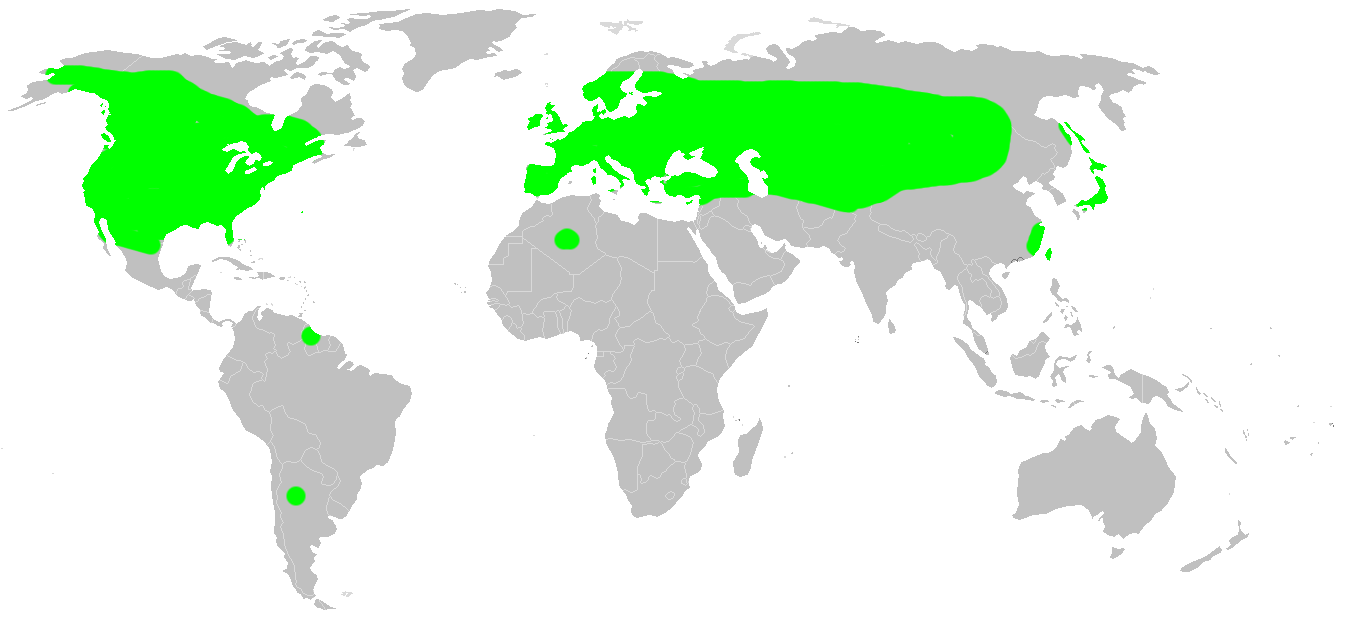
Distribution

Cette espèce se rencontre en zone holarctique.
Il y a également quelques observations sud-américaines.

## Description

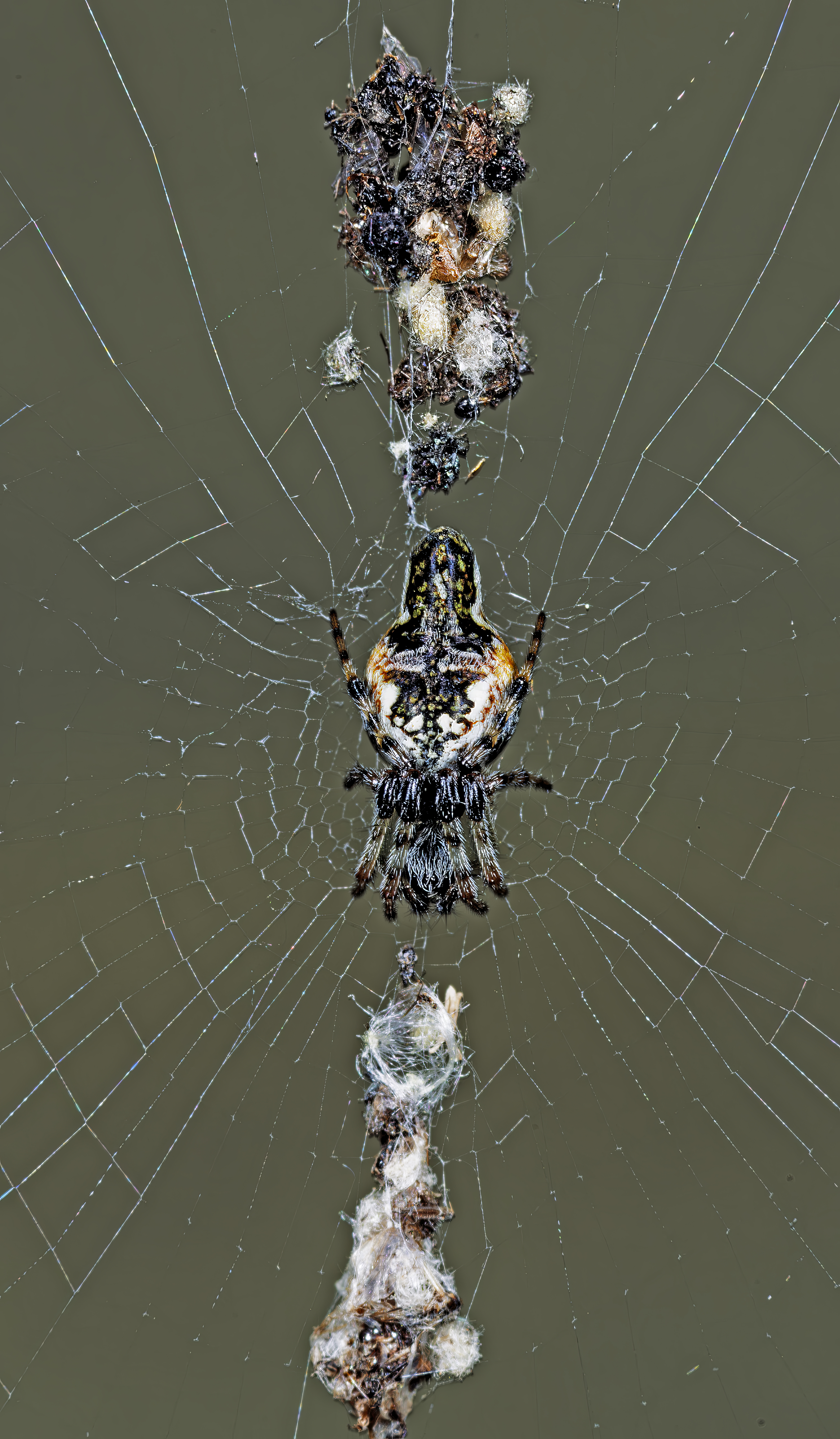
Cyclosa conica femelle sur sa toile. Elle laisse des restes et débris le long du stabilimentum qui lui servent de leurres. Elle se tient au centre, pattes repliées, et passe ainsi inaperçue pour les prédateurs potentiels.

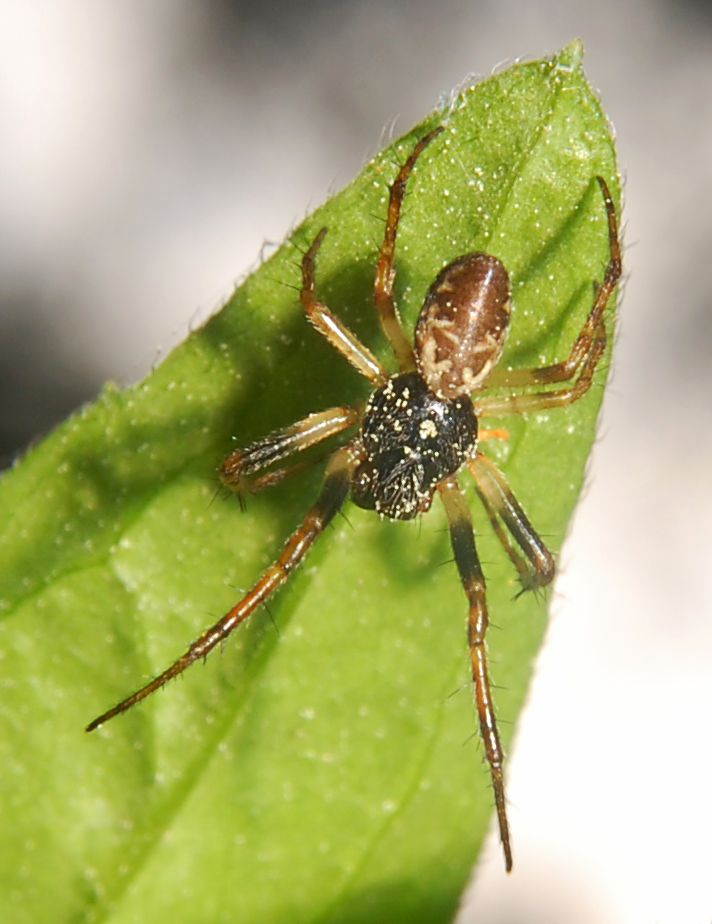
Cyclosa conica ♂

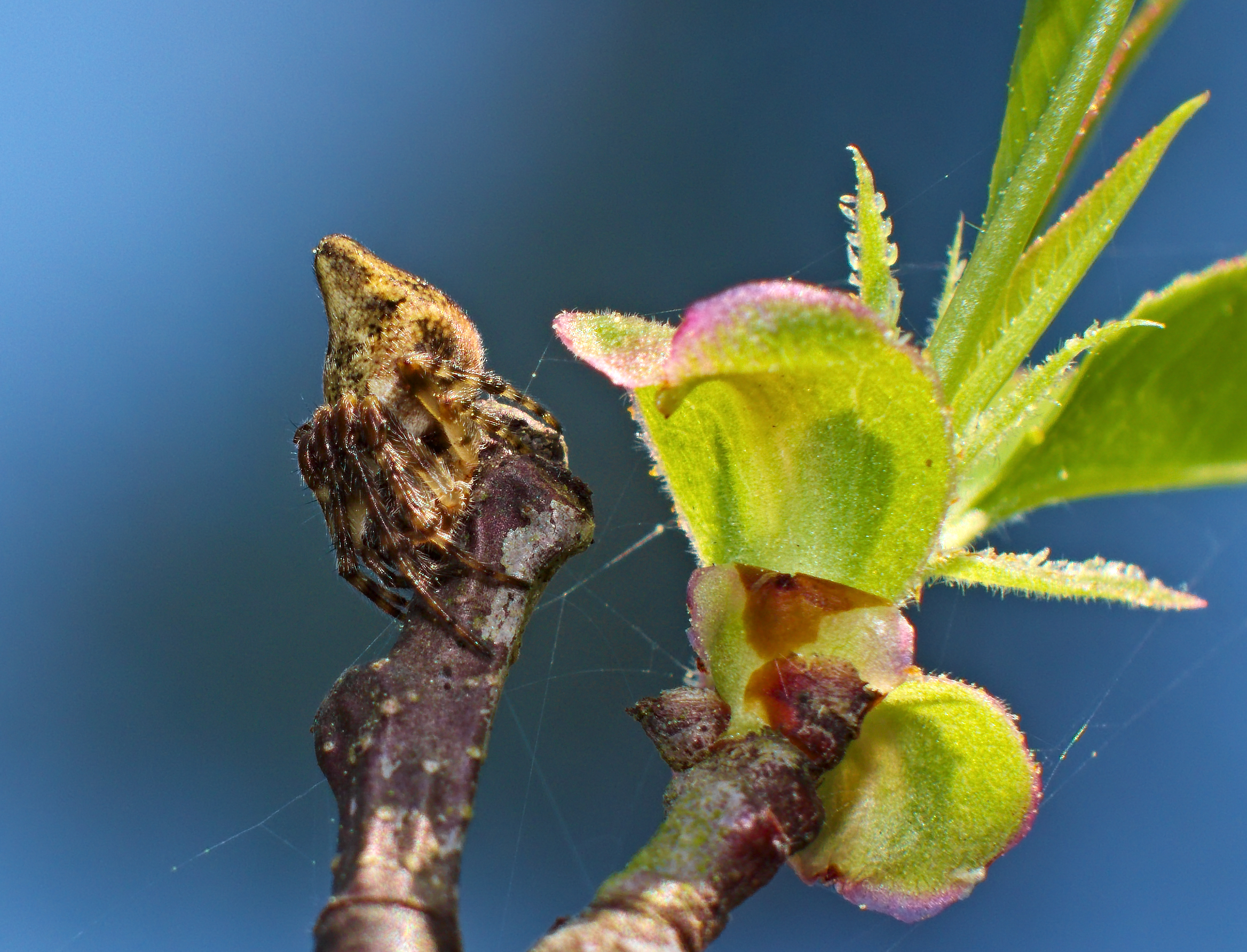
Cyclosa conica ♀

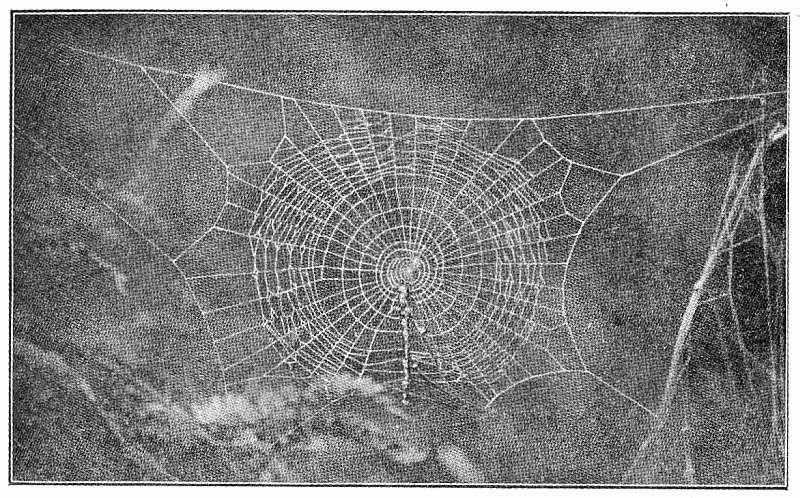
Toile de Cyclosa conica

Les femelles mesurent de 3,6 à 7,9 mm et les mâles de 3,5 à 4,9 mm.

## Systématique et taxinomie
Cette espèce a été décrite sous le protonyme Aranea conica par Pallas en 1772. Elle est placée dans le genre Epeira par Walckenaer en 1802, dans le genre Singa par C. L. Koch en 1837 puis dans le genre Cyclosa par Menge en 1866.
Les sous-espèce Cyclosa conica albifoliata, Cyclosa conica defoliata, Cyclosa conica dimidiata, Cyclosa conica leucomelas, Cyclosa conica pyrenaica, Cyclosa conica rubricauda et Cyclosa conica triangulifera ont été placées en synonymie avec Cyclosa conica par Breitling, Bauer, Schäfer, Morano, Barrientos et Blick en 2016. Cyclosa conica zamezai a été déclarée nomen dubium.

## Publication originale
- Pallas, 1772 : Spicilegia zoologica. Tomus 1. Continens quadrupedium, avium, amphibiorum, piscium, insectorum, molluscorum aliorumque marinorum fasciculos decem. Berolini, vol. 1, no 9, p. 44-50.